# 有声両唇軟口蓋破裂音
有声両唇軟口蓋破裂音（ゆうせい りょうしん なんこうがい はれつおん）は、有声両唇破裂音[b]と有声軟口蓋破裂音[ɡ]の二重調音で、国際音声記号では[ɡ͡b]と書かれる。

## 概要
[k͡p]や[ɡ͡b]のような両唇軟口蓋音は代表的な二重調音であり、西アフリカおよび北部中央アフリカの言語に一般的に見られ、またニューギニアのいくつかの言語にも見られる。子音結合[ɡb]と異なって、破裂はほぼ同時に一回しか起こらない。ナイジェリアのエッゴン語では、両者は区別される。
- ɡ͡bu 「到着する」
- ɡba 「分ける」

ただし、実際にはɡとbが完全に同時に起きるわけではなく、閉鎖の開始も終了もɡの方がbよりもわずかに早い。
また、舌背が少し奥へ動くため、しばしば吸着音と同様の内向的な気流が発生する。

## 言語例
イボ語には無声の[k͡p]と有声の[ɡ͡b]があるが、後者は方言によってはかわりに入破音の[ɓ]が現れることもある。なお、イボ語の「イボ」(Igbo)にも[ɡ͡b]が現れる。
- イボ語 àgbà [àɡ͡bà] 「名声」[5]
- イドマ語（英語版） [àɡ͡bà] 「あご」[1]
- エウェ語 [ɡ͡bè] 「声」[6]
- ヨルバ語 [aɡ͡bá] 「おとな」[7]
- ルグバラ語 [à ɡ͡bǎ] 「私はなぐる」[8]